# Moinville-la-Jeulin
Moinville-la-Jeulin é uma comuna francesa na região administrativa do Centro, no departamento Eure-et-Loir. Estende-se por uma área de 5,94 km². Em 2010 a comuna tinha 170 habitantes (densidade: 28,6 hab./km²).